# Нотариус
Нотариус (от латински: notarius или notārius – „писар“, „слагащият бележки“), съгласно Закона за нотариусите и нотариалната дейност (ЗННД), е лице (юрист), на което държавата възлага извършването на предвидените в законодателството нотариални действия и е вписано в Регистъра на Нотариалната камара.
Той е съдебно лице, което удостоверява с подпис и печат истинността на юридически актове и документи.
Нотариусът е субект (Италия), на когото е възложена функцията да гарантира валидността на договорите и по-общо на правните сделки, придавайки публична достоверност на документите, делата и подписите, представени и положени в негово присъствие.
Нотариусът лично извършва нотариалните и други предвидени в закона действия, като може да се подпомага в своята дейност от помощник-нотариус.
Районът му на действие съвпада с района на съответния районен съд.
Нотариусът е самоосигуряващо се лице, в рамките на упражняваната от него свободна професия, каквито професии са: лекарите (на свободна практика), архитектите, частните съдебни изпълнители, адвокатите, експерт-счетоводителите, строителните инженери, други.
Съставът на нотариусите в една държава или населено място, упражняващи професията като общност – колектив, гилдия или колегия, се нарича „нотариат“ – от латински: notariātus.; в по-широк смисъл, могат да се прибавят нотариалните нормативни актове на страната и съответната техническа организация (пример: „144 години български нотариат“ (към 2022 г.)).

## Латински нотариус (на гражданското право) и обществен нотариус
Нотариусът на Европейския континент е длъжностно лице, отговарящо на определени критерии и условия. На тези лица съответната държава е делегирала извършването на специфични дейности, функции и услуги, в областта на гражданския и търговски оборот и гражданскоправните обществени отношения, с цел постигане на висока правна сигурност в отношенията между частните субекти (физически и юридически лица).
Нотариусът в Европа, наричан още „латински нотариус“, се различава от фигурата на англосаксонския нотариус, наричан „обществен нотариус“, който действа на територията на САЩ и някои бивши колонии на Обединеното кралство, като Индия, Австралия и др.
В Канада действат и двете системи, според провинциите и историческата им принадлежност (към Франция или Англия).
Латинските нотариуси, наричани още нотариуси на гражданското право, черпят своята власт от предоставените им от държавата функции и правни традиции. Подчиняват се единствено на закона, морала, независимостта и безпристрастността. В своята дейност прилагат цялото законодателство на държавата. Издадените и удостоверени от тях актове са със силата на държавен (публичен) акт. 
Латинските нотариуси са практикуващи юристи, които отговарят на много изисквания, като стаж, ценз, чисто съдебно минало, спечелен състезателен конкурс, държавна изпитна комисия и други.
Латинските нотариуси осигуряват пълен набор от юридически услуги, предвидени в законодателството на съответната държава. Те изпълняват публична длъжност, в рамките на своята частна практика.

## Различия между нотариус и адвокат
Ролята на нотариуса е да бъде независим, неутрален и безпристрастен защитник на всички страни по едно нотариално производство. Задължение му е да съблюдава интересите на всички участници, включително тези на държавата и общината.
Нотариусът няма право да действа в полза и защита само на едно лице (едностранно), в ущърб на друго. Поради тази причина е невъзможно да защитава клиент в съда.
През призмата на съблюдаваните от него закони и добри нрави, нотариусът е „съдия на ситуацията“.
Нотариусите, като гилдия действат в обща цел – стабилност в правния мир и гражданския оборот. Конкуренцията между нотариусите не трябва и не може да е финансова, а единствено в качеството на услугите, които предоставят.
Ролята на адвоката е да защитава правата и интересите на конкретно лице или на група лица, които лица се наричат доверители и подзащитни.
От гледна точка на материалното и на процесуалното право, клиентите на адвоката са наречени: ищец, ответник, пострадал, обвиняем, подсъдим или изтърпяващ наказание. 
От процесуална гледна точка, клиентът на нотариуса се нарича най-често молител.
Задължение на адвоката е да съблюдава интересите и правата на своя клиент, с цената на всички легални средства.
В съдебната зала адвокатите на страните се изправят един срещу друг в хода на съдебния процес.
В България адвокатите могат по-свободно да се състезават и конкурират помежду си при условията на Закона за адвокатурата и Етичния кодекс на адвоката.

Поради пристрастната функция на адвокатската професия, интересите, професионалните навици и възгледи, в които професията възпитава, от гледна точка на традициите, практиката и трудовата психология, функциите на адвокатската професия не е прието да се съчетават с функциите и ролята на нотариуса, съдебните изпълнители (ДСИ и ЧСИ) и други.
- Max Volkhart Beim „Нотариус“
- Нотариус, 1830
- McEwen, „Нотариусът“
- „Среща при нотариуса“ – картина на белгийския художник Frans Meerts
- „Нотариус“, стенопис от църквата Св. Маврикий, Милано

## Камари и организации
Европейските нотариуси членуват по право в национални камари, национални съвети или организации. Членството е задължително. От своя страна тези камари членуват в „Международния съюз на нотариусите“ и в „Съюза на нотариатите на Европейския съюз“.

## Наследяване и предаване на нотариална практика
В Европа нотариалната практика често се наследява при определени условия. Може да се предаде на следващото поколение квалифициран юрист или да се прехвърля на дългогодишен служител. Съществуват родове, които са потомствени нотариуси от средновековието, насам. Те са доверени, ценени и уважаване членове на обществото, стоят най-близо до гражданите; пазят техните интереси и документи.
Предаването на професията чрез тези методи е гаранция в професията да не навлизат лица, които не притежават нравствените и морални качества за нея, както е и гаранция за социален и професионален опит.
По този начин се създава приемственост на знания, умения, архиви, клиенти, традиции.

## Историческо развитие на нотариуса в България
За начало на нотариата в България, се счита утвърждаването (на 24.08.1878 г.) от императорския руски комисар княз Александър Дондуков-Корсаков акт за създаване на българската съдебна система – „Временни правила за устройство на съдебната част“, в сила от 01.01.1879 г. – Книга „Втора“, Глава „Трета“: „За реда, по който се извършват, свидетелствуват актове, договори и свидетелствуват преписи от документи“. В тази глава са уредени първите нотариални органи в България – членовете на окръжния съд. Следват актовете „Инструкции“ и „Временни инструкции“. С приемането на Закона за нотариусите и мировите съдии (14.02.1885 г.), окончателно се създават и оформят фигурата на нотариуса и неговата компетентност.
В различни периоди – 1878 – 1944 г., 1944 – 1948 г., 1976 – 1994 г., 1990 – 1996 г. и след 1997 година, длъжностните лица, натоварени едновременно с тази дейност, са наричани: нотариуси, мирови съдии, околийски съдии; нотариуси, районни съдии; нотариуси, съдии по вписванията и районни съдии.
От 1885 г. нотариусите в страната функционират без прекъсване през обществено-политическите и исторически периоди, през които преминава българското общество, независимо дали са били служители към съдилищата или са на свободна практика. В населените места, където няма действащ нотариус, нотариалните функции се изпълняват от съдии, наричани при различните законодателства: мирови, окръжни, околийски, районни съдии (всички магистрати – без мировите) или съдии по вписванията. Нотариусът в България не е заемал магистратска позиция (с изключение: от 12.11.1934 г. до 07.11.1952 г.).
За период от осемнадесет години (от 12.11.1934 г. до 07.11.1952 г.), при Закона за устройство на съдилищата (обн. 1934 г.), длъжността е приравнена на съдийска, като нотариусът е повишаван до заместник-околийски съдия. С приемането на новия социалистически закон (през 1952 г.), българският законодател трайно се отказва нотариусите да бъдат членове на съответния съд (наравно със съдиите – от 1934 г.), като ги поставя в специалната съдебна администрация на съда, заедно със съдебните изпълнители, където остават до 1998 г.

### Княжество България и Царство България
След Освобождението на България (1878 г.) и по-конкретно след 1885 г., нотариалните действия по българските земи се извършват от нотариуси и мирови съдии. (вж. Закон за нотариусите и мировите съдии от 1885 г.)

### Народна република България
По време на социализма поради ограниченията в правото на собственост върху недвижимите имоти, както и поради стеснения кръг от икономически отношения между физически (частни) лица, които са в съответствие с определенията на правото на собственост, дадени от социалистическата теория, нотариалните сделки извършвани от нотариусите са в ограничено количество.
През 1980-те години се наблюдава увеличаване на броя прехвърлителни сделки с МПС, съгласно разпоредбите на Закона за движение по пътищата от 1973 г., също в по-ограничени количества, доколкото по онова време гражданите имат достъп до пазара на леки автомобили.

### Република България
С увеличаване на гражданския оборот и на частноправните сделки през 1990-те години установената от социалистическата държава нотариална система, в частност нотариалните служби към районните съдилища, са прекомерно натоварени да обслужат населението на големите градове и да задоволят, по този начин, нарасналите му потребности при условията на пазарна икономика.
Извършването на нотариалната реформа през 1996 – 1998 г., е задължително условие, изискване и част от предприсъединителните условия за членството на Република България в Европейския съюз. Мотивите са да се облекчи и създаде предпоставка за развитие на обществените икономически отношения и пазар, да се създаде нотариус, равностоен на европейския, който да не е зависим – т.е. да не е държавен служител, да е несменяем и гарантиран, да не се влияе от икономически фактори. Целта е нотариусът да е безпристрастен, да се подчинява единствено на закона, а услугите на нотариуса да са по-достъпни.

## Видни български нотариуси

### Трето българско царство (1878 – 1946)
- Кузман Шапкарев – нотариус в Сливен (от 1884 г.) и Стара Загора; мирови съдия във Враца и Ботевград (1888 – 1892 г.);[28][29]
- Христо Н. Колебинов – столичен нотариус при Софийски областен съд и автор;[30]
- Христо Омарбалиев – столичен нотариус при Софийски областен съд и автор[31][32]

## Нотариусът в България днес
От началото на месец септември 1998 г., в България функционира т. нар. „свободен нотариат“. От тази дата 327 свободни нотариуси започват работа в своите нотариални кантори.
В края на 1999 година се състои втори конкурс за нотариуси и още 120 души се вливат в редиците на свободните нотариуси в България.
През 2004 година се състои третият конкурс за нотариуси, в резултат, на който нотариусите в Република България достигат 530.
Към 2012 година нотариусите в Република България наброяват над 600.
През 2019 година, нотариусите в България са около 800.
Всички нотариуси са членове по право и задължение в Нотариалната камара на Република България. Тя, от своя страна е член на Международния съюз на нотариусите (Международния съюз на латинските нотариуси [U.I.N.L]) и на Съюза на нотариатите на Европейския съюз.
С Резолюция № 42 на Общото събрание на нотариатите-членове на Международния съюз на Латинския нотариат, от 19 октомври 2004 година, Нотариалната камара на Република България, е приета за пълноправен член на съюза.

## Компетентност на нотариуса
Българският нотариус извършва изрично предвидени в законодателството действия. Тези процесуални действия са регламентирани в Гражданския процесуален кодекс (ГПК) – Част „Шеста“, „Охранителни производства“, Глава „Петдесет и четвърта“ – чл. 569 – 594, както и в някои от общите съдебни производства.
Същински нотариални действия са: сделки с нотариални актове, удостоверяване на право на собственост върху недвижим имот; удостоверяване на дата, съдържание или подписи на частни документи, както и на верността на преписи и извлечения от документи и книжа; нотариални покани, протести, удостоверявания за явяване или за неявяване на лица пред нотариуса, за извършване на действия пред него; вписвания, даване на справки и други предвидени в закон.
С нотариалните удостоверителни способи (инструменти), могат да се удостоверяват различни видове договори, пълномощни, декларации, преписи – да се извършват нотариални производства.
Много често в ежедневието нотариалното удостоверяване се нарича нотариална заверка. Нотариалното удостоверяване представлява официален документ.

## Възнаграждение
На нотариуса се заплаща възнаграждение, което се нарича нотариална такса.
Таксата за нотариалната услугата се заплаща от клиента (молителя). Държавата не заплаща възнаграждение на нотариуса, освен в случаите, когато нотариусът се нарича съдия по вписванията или районен съдия.
Съответната държава може да регулира или да не регулира тяхното възнаграждение с горна и/или долна граница, или изобщо да не регулира финансови параметри, при условията на свободно договаряне между клиент и нотариус.

## Печат на нотариуса
Нотариалният печат се издава със заповед на министъра на правосъдието, по образец. Съдържа надписа „Република България“, което го прави част от Държавния печат на Република България. Необходими елементи са овалите – традиционен и институционален белег за държавност и официалност.
Българският нотариален печат е единственият нотариален печат в Европа без вложен в него национален символ или герб. Състои се единствено от буквени знаци и цифри. Има кръгла форма и определен диаметър. Без определен цвят при полагане. Може да бъде гумен, металически и сух печат. Гуменият печат се изготвя задължително.
Държавният печат на Република България (сравнение) има кръгла форма и определен диаметър. В средата е изобразен гербът на Република България. Около герба в горната половина на кръга е написано „Република България“, а в долната половина – „държавен печат“. Полагането на държавния печат от министъра на правосъдието има удостоверително значение.

## Клетва на нотариусите
Нотариусите при встъпване в длъжност полагат клетва.

### Княжество България
„Кълна се в името на Бога Всемогущаго да бъда верен на Негово Царско Височество Българский Княз, да пазя свято и ненарушимо законите на Княжеството, да изпълнявам честно и добросъвестно обязаностите по службата, която ми се поверява, и всичките правила, разпореждания и поръчения, които се отнасят до тия ми обязаности, да не превишавам властта, която ми е дадена, и да не причинявам умишлено никому вреди и загуби, да пазя тайни по делата, които ми се поверяват и поръчват за извършване в кръга на моите обязаности, като помня, че за всичко аз съм длъжен да давам отчет пред закона и пред Бога. Амин“.

### Царство България
„Кълна се в Името на Всемогъщаго Бога, да бъда верен на Негово Величество Царя на българите, да пазя свято и ненарушимо законите на Царството, да изпълнявам честно и добросъвестно обязаностите по службата, която ми се поверява и всички правила, разпореждания и поръчения, които се отнасят до тия ми обязаности, да не превишавам властта си, която ми е дадена и да не причинявам умишлено никому вреди и загуби, да пазя тайни по делата, които ми се поверяват и поръчват за извършване в кръга на моите обязаности, като помня, че за всичко съм длъжен да дам отчет пред закона и пред Бога. Амин.“
Клетвата е полагана чрез свещеник, пред Общото събрание на съда, при който е назначението.
Ако назначеното лице по съдебното ведомство откаже да положи установената по-горе клетва, счита се, че не е приело длъжността.

### Република България
„Заклевам се да спазвам точно Конституцията и законите на Република България, да изпълнявам честно, добросъвестно и безпристрастно професионалните си задължения, да бъда достоен за необходимите за професията доверие и уважение, да допринасям за издигане престижа на професията, да пазя професионалната тайна, като винаги помня, че за всичко отговарям пред закона. Заклех се!“.

## Разни
Днес „частен“ е отпаднало от разговорното словосъчетанието „частен нотариус“. Законодателството на България борави с термина „нотариус“.
Професионалният празник на българските нотариуси е 24 октомври.